# Фен, Виталий Васильевич
Вита́лий Васи́льевич Фен (18 октября 1947, Маргилан, Ферганская область — 18 июня 2024, Сеул) — советский и узбекский спортивный функционер, государственный и общественный деятель, дипломат.

## Биография
Родился 18 октября 1947 года в городе Маргилане. Предки прибыли в СССР из Кореи и поселились во Владивостоке, в 1937 году переехали в Ферганскую область Узбекской ССР.
Окончив Ташкентский институт физкультуры и спорта, он «вырос» до должности председателя комитета по физической культуре и спорта Ферганской области, заместителя председателя Ферганского облисполкома, заместителя председателя Комитета по физической культуре и спорту Узбекской ССР.
Виталий Васильевич внёс вклад в развитие массового спорта в области и сделал многое для подготовки сборных Олимпийских команд СССР на базе спортсооружений Ферганы. Руководство бывшей советской команды на Олимпийских играх 1988 года в Сеуле включило Фена в состав делегации. Корейская сторона была признательна за плодотворное сотрудничество и по личному указанию тогдашнего президента Южной Кореи Ро Дэ У, Фену была подарена автомашина.

#### На дипломатической службе
После приобретения независимости в 1995 году по инициативе первого президента Республики Узбекистан Ислама Каримова был назначен на дипломатическую должность, руководителя дипломатического представительства Узбекистана в Южной Корее. После этого в декабре 1995 года прибыл в Южную Корею с миссией открыть посольство Узбекистана в Сеуле.
С 1995 года руководитель дипломатического представительства, 12 ноября 1999 г. по 2013 г. Чрезвычайный и полномочный посол Республики Узбекистан в Южной Корее. В 2002—2013 годах являлся дуайеном — главой дипломатического корпуса, старший по дипломатическому классу и по времени аккредитования в Южной Корее.
В ходе пребывания на этой должности организовал 8 взаимных визитов и 9 встреч главы Узбекистана Ислама Каримова с президентами Южной Кореи.
В 2013 году Виталий Фен, после более 17-летней службы завершил свою дипломатическую миссию в Южной Корее и вернулся в родную Фергану.
Правительство Южной Кореи, высоко оценила заслуги бывшего посла Узбекистана, за заслуги в дипломатической службе Виталий Васильевич Фен был награждён орденом «Гвангхва». Церемония награждения состоялась 16 января 2014 года в посольстве Южной Кореи в Ташкенте. В ходе церемонии вручения Чрезвычайный и Полномочный Посол Южной Кореи в Республике Узбекистан Ли Ук Хён засвидетельствовал свое уважение Виталию Фену за активную дипломатическую деятельность.
Как отмечается в сообщении посольства Южной Кореи: 

«За свою семнадцатилетнюю дипломатическую деятельность с 1996 по июль 2013 года в лице главы Посольства Республики Узбекистан в Южной Корее, он внес большой вклад в повышение уровня между нашими странами до уровня стратегических партнеров, успешное проведение 8 взаимных визитов и 9 встреч глав двух государств и другое»

#### Возвращение на дипломатическую службу
В 2017 году новоизбранный президент Узбекистана Шавкат Мирзиёев предложил Фену вновь возглавить дипломатическую миссию Узбекистана в Республике Корея, на что тот ответил: «Готов служить Отечеству!».
27 мая 2017 года Сенат Олий Мажлиса утвердил узбекского ветерана-посла Виталия Фена главой дипломатического корпуса Республики Узбекистан в Республике Корея.
Умер Виталий Васильевич 18 июня 2024 года в Сеуле, в возрасте 76 лет.

## Семья
* Жена — Людмила Сергеевна,
- сын: Александр,
- дочери: Елена и Наталья.

## Награды
- Орден «Фидокорона хизматлари учун» (За бескорыстную службу) Узбекистана (2018)[7]
- Орден «Мехнат шухрати» (2006)[8]
- Орден «Гвангхва» Южной Кореи
- Нагрудный знак «Узбекистон белгиси[узб.]»
- Нагрудный знак «Узбекистон мустакиллигига 20 йил[узб.]»